# Тама (ТВ серија)
Тама (енгл. Dark) је немачка научно-фантастична трилер веб телевизијска серија коју су створили Баран бо Одар и Јантје Фријесе. Смештен у измишљеном градићу Винден у Немачкој, Тама се бави последицама нестанка детета које откривају тајне и скривене везе међу четири отуђене породице док полако развлаче злу грешку временске завере која обухвата три генерације. Кроз серију, Тама истражује егзистенцијалне импликације времена и његове ефекте на људску природу.
Тама је прва оригинална серија Нетфликс-а на немачком језику; емитована је на Нетфликсовој стриминг услузи 1. децембра 2017. Прва сезона је примила позитивне критике критичара, који су направили почетна поређења са другом Нетфликсовом серијом, Чудније ствари. 
Нетфликс је поновно покренуо серију Тама за другу сезону, која је 21. јуна 2019. емитована уз позитивне реакције критичара и публике. Пре изласка друге сезоне, серија је поново представљена за трећу и последњу сезону. Снимање је почело крајем јуна 2019. године.

## Радња
Деца почињу нестајати из немачког града Винден откривајући разорене односе, двоструке животе и мрачну прошлост четири породице које живе тамо и откривајући мистерију која се протеже кроз четири генерације. Серија прати Јонаса Кахнвалда, тинејџера који покушава да се избори са самоубиством свог оца; полицајца Улриха Ниелсена, чији је брат нестао 33 године раније; и шефа полиције Шарлот Допплер.
Прича почиње 2019. године, али се шири и обухвата приче из 1986. и 1953. године кроз путовање временом, јер одређени ликови главних породица серије постају свесни постојања црвоточине у пећинском систему испод локалне нуклеарне електране, која је под управом утицајне породице Тиедеман. Током прве сезоне почињу се откривати тајне које се односе на породице Кахнвалд, Ниелсен, Допплер и Тиедеман и њихови се животи почињу распадати када везе постану очигледне између нестале деце и историје града и његових грађана.
Друга сезона наставља преплетање покушаја породица да се поновно споје са својим несталим најмилијима, неколико месеци након финала у првој сезони, 2020., 1987. и 1954. године. Додатне приче постављене 2053. и 1921. године приказују нове аспекте мистерија, а тајно заједништво Сиц Мундус-а, главне силе у битној бици за коначну судбину људи из Винден-а, истражује се како се сезона одводи према апокалипси - наводном уништењу Виндена и смрти многих његових грађана.

## Улоге и ликови
Прва сезона првенствено се одвија у 2019. години, али се проширује и на приче постављене 1986, 1953, и на завршној сцени сезоне 2052, при чему је више ликова у разним годинама приказано од стране више глумаца.
Друга сезона одвија се неколико месеци после прве, приказујући почетне приче 2020, 1987. и 1954, истовремено настављајући причу постављену у 2053. годину и додајући пету причу, постављену 1921. године.

### Главни ликови
| Ликови                       | Година         | Опис                                                                                  | Глумац                        | Сезона |
| ---------------------------- | -------------- | ------------------------------------------------------------------------------------- | ----------------------------- | ------ |
| Јонас Кахнвалд               | 2019/2020      | Средњошколац који се бори са самоубиством свог оца                                    | Луис Хофман(ен)               | 1–2    |
| Јонас Кахнвалд               | ?→2019/2020    |                                                                                       |                               |        |
| Јонас Кахнвалд               | ?→1921         | Вођа Сиц Мундуса, такође познат као "Адам"                                            | Диетрицх Холлиндербаумер (ен) | 2      |
| Микел Ниелсен/Мајкл Кахнвалд | 2019→1986/1987 | Улриково и Катаринино најмлађе дете                                                   | Дан Ленард Лиебренз (de)      | 1–2    |
| Микел Ниелсен/Мајкл Кахнвалд | 2019           | Јонасов отац, уметник чије самоубиство отвара серију                                  | Себастиан Рудолф (de)         | 1–2    |
| Хана Кахнвалд                | 1986/1987      | Хана Кругер, стидљива млада девојка                                                   | Ела Ли (de)                   | 1–2    |
| Хана Кахнвалд                | 2019/2020→1954 | Јонасова мајка и Мајклова супруга, масажни терапеут                                   | Маја Сцхоне (ен)              | 1–2    |
| Инес Кахнвалд                | 1953           | Млада девојка                                                                         | Лена Узерндовски (de)         | 1      |
| Инес Кахнвалд                | 1986/1987      | Микелова усвојитељица, медицинска сестра                                              | Anа Рате-Поле (de)            | 1–2    |
| Инес Кахнвалд                | 2019           | Јонасова отуђена бака                                                                 | Ангела Винклер (ен)           | 1      |
| Себастиан Кругер             | 1986           | Ханин отац                                                                            | Денис Шмитх                   | 1      |
| Данијел Кахнвалд             | 1953/1954      | Инесин отац, Винден-ов шеф полиције                                                   | Флориан Панцер (ен)           | 1–2    |
| Марта Ниелсен                | 2019/2020      | Улриково и Катаринино средње дете, Бартозова девојка и Јонасова симпатија             | Лиса Винцари (ен)             | 1–2    |
| Магнус Ниелсен               | 2019/2020      | Улриково и Катаринино најстарије дете                                                 | Мортиз Јахн (ен)              | 1–2    |
| Магнус Ниелсен               | ?→1921         | Члан Сиц Мундуса                                                                      | Волфарм Коч(de)               | 2      |
| Улрик Ниелсен                | 1986           | Средњошколац који се борио са животом након нестанка његовог брата                    | Лугер Бокелман                | 1      |
| Улрик Ниелсен                | 2019→1953/1954 | Катаринин супруг; Магнусов, Мартин и Микелов отац; полицајац                          | Оливер Масуци (ен)            | 1–2    |
| Улрик Ниелсен                | 1987           | Пацијент на психијатријском одељењу, познат као "Инспектор".                          | Винфрид Глатецер(ен)          | 2      |
| Катарина Ниелсен             | 1986/1987      | Улрикова девојка; млада девојка                                                       | Неле Требс (de)               | 1–2    |
| Катарина Ниелсен             | 2019/2020      | Улрикова супруга; Магнусува, Мартина и Микелова мајка; директор средње школе          | Јордис Триебел (ен)           | 1–2    |
| Медс Ниелсен                 | 1986           | Улриков млађи брат који је нестао                                                     | Валентин Оперман              | 1      |
| Тронте Ниелсен               | 1953/1954      | Агнесин син, тек стигао у Винден                                                      | Јошио Марлон                  | 1–2    |
| Тронте Ниелсен               | 1986           | Јанин муж; Улрик и Медсов отац; новинар                                               | Феликс Крамер (de)            | 1      |
| Тронте Ниелсен               | 2019           | Јанин муж; Улриков отац; Магнусов, Мартин и Микелов деда                              | Валтер Креје (ен)             | 1–2    |
| Јана Ниелсен                 | 1953           | Млада девојка                                                                         | Рике Шиндлер                  | 1      |
| Јана Ниелсен                 | 1986           | Тронтеова супруга; Улрикова и Медсонова мајка                                         | Ана Лебински                  | 1      |
| Јана Ниелсен                 | 2019           | Тронтеова супруга; Улрикова мајка; Магнусова, Мартина и Микелова бака                 | Татја Шеибт (de)              | 1–2    |
| Агнес Ниелсен                | 1921           | Ноева млађа сестра                                                                    | Хелена Пиеске (de)            | 2      |
| Агнес Ниелсен                | 1953/1954→1921 | Тронтеова мајка, недавно враћена у Винден                                             | Антје Трауе (ен)              | 1–2    |
| Франциска Доплер             | 2019/2020      | Јонасова, Магнусова и Мартина другарица из школе                                      | Ђина Алис Стиебитц (ен)       | 1–2    |
| Франциска Доплер             | ?→1921         | Члан Сиц Мундуса                                                                      | Карина Вис (ен)               | 2      |
| Елизабет Доплер              | 2019/2020      | Францискина глуво-нема сестра                                                         | Карлота вон Фалкенхајн (de)   | 1–2    |
| Елизабет Доплер              | 2053           | Вођа преживелих од Винденове апокалипсе, Ноева супруга и Шарлетина мајка              | Сандра Борман (ен)            | 2      |
| Питер Доплер                 | 2019/2020      | Франзискин и Елисабетин отац, Јонасов психолог                                        | Стефан Кампвирх (ен)          | 1–2    |
| Шарлот Доплер                | 1986           | Млада жена коју је одгајао скрбник Х. Г. Танхаус                                      | Стефани Амарел (de)           | 1      |
| Шарлот Доплер                | 2019/2020      | Питерова жена; Франзискина и Елисабетина мајка; Винден-ов шеф полиције                | Каролина Еичхорн (ен)         | 1–2    |
| Хелге Доплер                 | 1953/1954      | Берндов и Гретин син                                                                  | Том Филип                     | 1–2    |
| Хелге Доплер                 | 1986/1987      | Питеров отац, чувар електране                                                         | Питер Шнајдер (ен)            | 1–2    |
| Хелге Доплер                 | 2019→1986      | Пацијент на психијатријском одељењу                                                   | Херман Бејер (de)             | 1      |
| Бердн Доплер                 | 1953           | Гретин супруг, Хелгеов отац, оснивач електране                                        | Анатоле Таубман (ен)          | 1      |
| Бердн Доплер                 | 1986/1987      | Хелгеов отац, бивши директор електране                                                | Мајкл Медл (ен)               | 1–2    |
| Грета Доплер                 | 1953/1954      | Берндова супруга, Хелгеова мајка                                                      | Корделиа Веџе (de)            | 1–2    |
| Х.Г. Танхаус                 | 1953/1954      | Часовничар                                                                            | Арнд Клавитер (ен)            | 1–2    |
| Х.Г. Танхаус                 | 1986/1987      | Шарлетин чувар, часовничар и аутор                                                    | Кристиан Стејер (de)          | 1–2    |
| Бартоз Тидеман               | 2019/2020      | Регинин и Александеров син, Јонасов најбољи пријатељ и Мартин дечко                   | Пол Лукс (de)                 | 1–2    |
| Регина Тидеман               | 1986/1987      | Ћерка од Клаудије Тидеман                                                             | Лидија Маркидес               | 1–2    |
| Регина Тидеман               | 2019/2020      | Александерова супруга, Бартозова мајка, менаџер хотела                                | Дебра Кауфман (de)            | 1–2    |
| Александер Тидеман           | 1986/1987      | Тајанствени младић, рођен као Борис Ниевалд, али усваја идентитет Александера Кухлера | Бела Габор Ленц (de)          | 1–2    |
| Александер Тидеман           | 2019/2020      | Регинин супруг (пошто је у браку узео презиме), Бартозов отац и директор електране    | Питер Бенедикт (de)           | 1–2    |
| Клаудија Тидеман             | 1953/1954      | Егонова и Дорисина ћерка, Хелгеов учитељ                                              | Гвендолин Губел               | 1–2    |
| Клаудија Тидеман             | 1986/1987→2020 | Регинина мајка, директорка електране                                                  | Јулија Џенкинс (ен)           | 1–2    |
| Клаудија Тидеман             | 2019/2020→1954 | Временски путник који се супротставља Сиц Мундусу                                     | Лиса Круцер (ен)              | 1–2    |
| Егон Тидеман                 | 1953/1954      | Клаудијин отац, полицајац                                                             | Себастиан Хулк (de)           | 1–2    |
| Егон Тидеман                 | 1986/1987      | Клаудијин отац, главни полицијски инспектор који се приближавао пензији               | Christian Pätzold (de)        | 1–2    |
| Дорис Тидеман                | 1953/1954      | Клаудијина мајка и Егонова супруга                                                    | Луиз Хејер (ен)               | 1–2    |
| Ноа                          | 1921→2020      | Агнесин старији брат, аколит Сиц Мундуса                                              | Мекс Сцхимелпфениг (de)       | 2      |
| Ноа                          | 1953→1921      | Свештеник и члан Сиц Мундуса                                                          | Марк Вашке (ен)               | 1–2    |

### Понављајуће улоге
- Леа ван Ацкен као Сиља, преживела од апокалипсе и десна рука Елисабет у 2052–2053 (сезона 1–2)
- Нилс Брункхорст као наставник физике у средњој школи 2019. (сезона 1)
- Лена Дорие као Клара Сцхраге, медицинска сестра која брине о Хелгеу Доплеру 2019. (сезона 1)
- Тара Фисцхер као Катхаринина пријатељица 1986. - 1987. (сезона 1–2)
- Силвестер Гротх као Клаусен, полицијски истражитељ који стиже у Винден 2020. године (сезона 2)
- Леополд Хорнунг као Торбен Воллер, млађи полицајац у периоду 2019–2020, брат Беннија / Бернадетте (сезона 1–2)
- Том Јахн као Јурген Обендорф, отац Ерика Обендорфа у 2019–2020 (сезона 1–2)
- Ана Кониг као Еда Хеиман, патолог у 2019. (сезона 1)
- Вицо Муцке као Јасин Фријесе, Елисабет Доплер-ов пријатељ 2019. (сезона 1)
- Хенинг Пекер као Удо Меиер, патолог 1953–1954 (сезона 1–2)
- Барбара Филип као Селма Ахренс, социјални радник 1986. (сезона 1)
- Паул Радом у улози Ерика Обендорфа, тинејџера дилера дроге који је нестао 2019. (сезона 1)
- Антон Рубтсов као Бени / Бернадете, трансродна проститутка у периоду 2019–2020, Торбенова сестра (сезона 1–2)
- Ана Сцхонберг као Доната Краус, медицинска сестра и сарадница Инес Кахнвалд 1986. (сезона 1)
- Андреас Схродерс као радник електране 2020. (сезона 2)
- Миеке Сцхимура као Јустина Јанковски, полицајка у периоду 2019–2020 (сезона 1–2)
- Леа Виллковски као Јасмин Тревен, секретарка Цлаудие Тиедемана у периоду 1986–1987. (сезона 1–2)

- Роланд Волф као полицајац и сарадник Егона Тиедемана 1953–1954 (сезона 1–2)

### Породично стабло
Породице Доппер, Ниелсен, Кахнвалд и Тиедеман.

## Епизоде и сезоне
| Сезона | Број епизода | Првобитни излазак |
| ------ | ------------ | ----------------- |
| 1      | 10           | 1. децембра 2017  |
| 2      | 8            | 21. јуна 2019     |
| 3      | 8            | 27. јуна 2020     |

## Продукција
Нетфликс је серију одобрио у фебруару 2016. за прву сезону која се састојала од десет једночасовних епизода. Главна фотографија започела је 18. октобра 2016. у Берлину и око њега (укључујући Сармунд и Тремсдорф у Бранденбургу), и завршила у марту 2017. Црква у којој Јонас упознаје Ноу снимана је на гробљу Судвесткирцхоф у Штансдорфу. Локација средње школе снимана је у Реинфелдер Сцхуле у берлинском насељу Цхарлоттенбург-Вилмерсдорф. Мост и железничке пруге снимани су усред шуме Дупелер, близу језера Ванс. Пећина Винден није стварна локација, али је изграђен као комплет.
Серија је снимана у 4К (Ултра ХД) резолуцији. То је прва оригинална серија Нетфликс-а на немачком језику и прати тренд међународно произведених Нетфликс оригинала, укључујући мексичку серију Цлуб де Цуервос у 2015. години, бразилску серију 3% у 2016. години и италијанску серију Субурра: Блоод он Роме у 2017. години.
Главна фотографија током друге сезоне одржана је на локацији у Берлину од јуна 2018.
Снимање за трећу сезону почело је у мају 2019. године, а завршено у децембру 2019.
Серија се прочула у швајцарском граду Олтену, јер Винденов грб врло подсећа на Олтенов. Такође, редитељев отац је радио у нуклеарној електрани Госген недалеко од Олтена.

## Издање
Прва сезона серије објављена је 1. децембра 2017. године.
Друга сезона најављена је кратким тизером на Немачкој фејсбук страници серије и Нетфликсу 20. децембра 2017. Потом 26. априла 2019. године објављено је да ће друга сезона бити премијерно изведена 21. јуна 2019. 

## Пријем публике и критичара
Прва сезона је од критичари добила углавном позитивне критике, многи су приметили њену сличност са ТВ серијама Твин Пеакс из деведесетих и серијом Чудније ствари из 2016. Публика са Ротен Томејтоуз сајта за рецензије је првој сезони дала оцену од 89%, са просечном оценом 7,14 од 10 на основу 44 критичара. Сагласност критичара је "Централна мистерија серије Тама се одвија споро, напето и застрашујуће а кулминира језивим, кинематографским тријумфом сци-фи ноира." Серија је била хваљена због своје музике, сложеношћу својег приповедања и својим темпом (пејсинг). Метакритик је објавио резултат од 67 од 100 на основу 14 рецензија, што указује на „опште позитивне критике“. Многи су тврдили да је серија мрачнија и дубља од Чуднјих ствари. Међутим, било је неких критика због тешког приступа њеној поруци, недостатка симпатичних ликова и неоригиналности одређених аспеката серије.
Друга сезона добила је похвале критичара. У компанији Метакритик, која додељује просечни резултат од 100 рецензијама и оценама меинстрим публикацијама, серија је добила просечну оцену од 82, на основу 4 рецензије, што указује на „универзално признање“. За Ротен Томејтоуз, друга сезона ове серије има оцену одобравања од 100% на основу 28 рецензија, са просечном оценом 8,07 / 10. Сагласност критичара каже, "Раскошна друга сезона серије Тама спушта се дубље у пажљиво израђену митозу емисије и цитира серију као једну од најјачих и најчуднијих прича научне фантастике." Прве недеље објављивања на Нетфликсу, серија је на врху ИМДб-овог ТВметра. Критичари су другу сезону назвали злослутном и много бизарнијом од прве сезоне. Критичари такође кажу да је серија успела да поткопи неколико тропа који се односе на концепте путовања кроз време.

## Награде и номинације
Серија је номинована на Голден Камера додели награда 2018. у три категорије: најбоља серија; најбоља глумица: Каролине Еицхорн као Шарлoт Доплер; и најбољи глумац: Оливер Масуци као Урлих Ниелсен. Ниједна од ових номинација није резултирала наградама, али Луис Хофман је добио награду за "Најбољег новајлију" за главну улогу у серији Тама. Серија је у августу 2018. године добила номинацију у категорији "Најбоља ТВ серија" у бразилској награди БреакТудо Авардс 2018, а глумац Луис Хофман номинован је у категорији "Међународни глумац". 
Серија је добила награду Гримме-Преис за 2018. годину у категорији "фикција", која је издвојила следећу глумачку екипу и екипе за награде:
1. Јантје Фријесе (сценарио)
2. Баран бо Одар (редитељ)
3. Удо Крамер (дизајн продукције)
4. Симоне Баер (кастинг)
5. Ангела Винклер (глумица)
6. Луис Хофман (глумац)
7. Оливер Масуци (глумац)

Глумци именовани награђују се као "представници за целу глуму".